# Champhai (Distrikt)

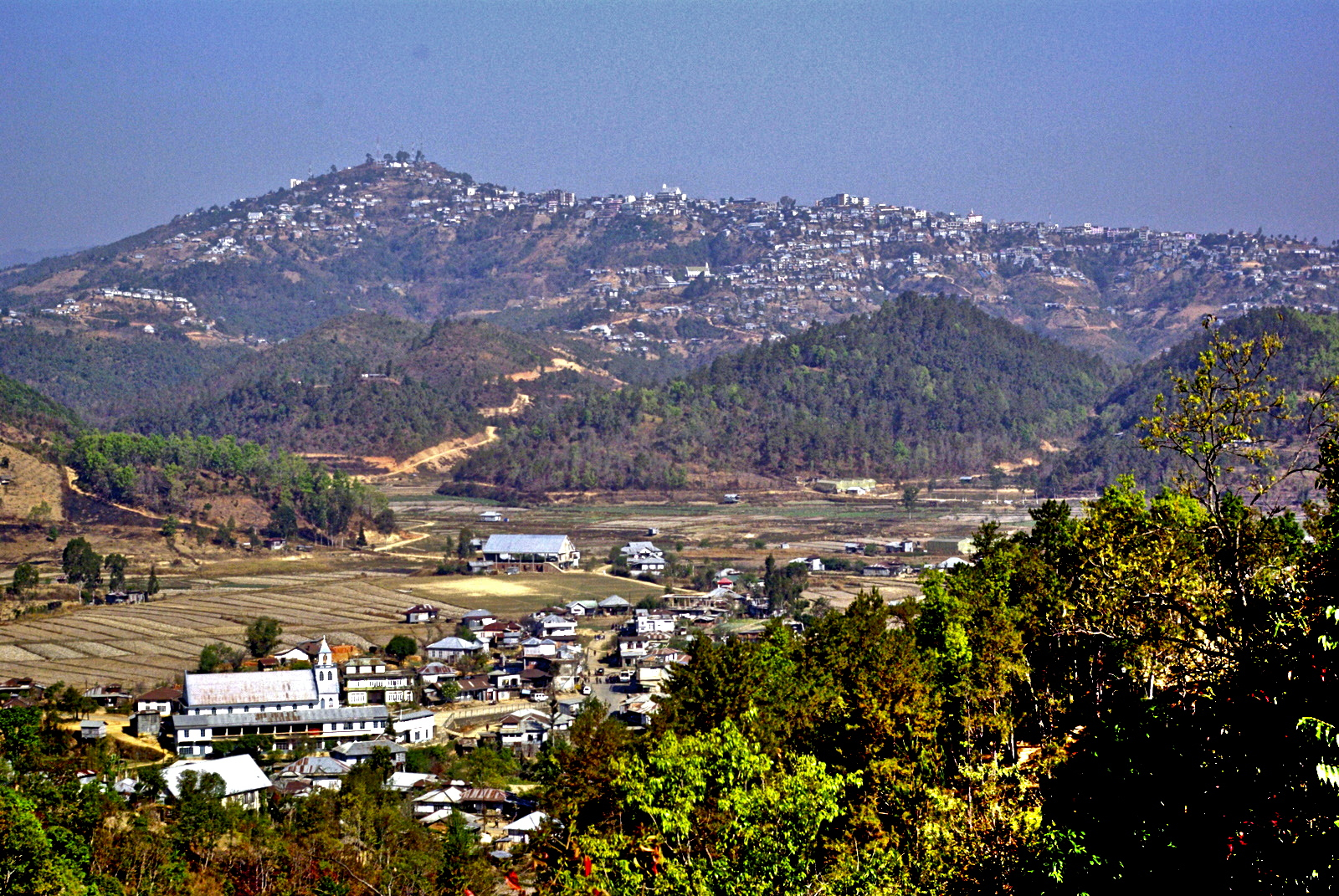
Stadt Champai

Der Distrikt Champhai ist ein Distrikt im indischen Bundesstaat Mizoram. Verwaltungssitz ist die gleichnamige Stadt Champhai.

## Geografie
Der Distrikt Champhai liegt im Osten Mizorams an der Grenze zu Myanmar und dem indischen Bundesstaat Manipur. Die Fläche des Distrikts beträgt 3185 Quadratkilometer. Nachbardistrikte sind Aizawl im Westen und Nordwesten und Serchhip im Südwesten und Westen. Im Norden grenzt der Distrikt an Manipur und im Osten und Süden an Myanmar.

## Geschichte
Im späten 19. Jahrhundert eroberten die Briten die Region und das Gebiet wurde ein Teil von Assam. Im Zweiten Weltkrieg lag er nahe der Front zwischen Briten und Japanern. Nach der indischen Unabhängigkeit vollzog Assam 1949 den Anschluss an Indien. Später wurde Assam in verschiedene Bundesstaaten aufgesplittert und das Gebiet ein Teil des neuen Bundesstaats Mizoram. Der Distrikt gehörte ursprünglich zum Distrikt Mizo. Dieser wurde 1976 in die drei neuen Distrikte Aizawl, Chhimtuipui und Lunglei aufgespalten. Champhai war Teil des Distrikts Aizawl. Im Jahr 1999 wurde der damalige Distrikt Aizawl in die neuen Distrikte Aizawl, Champhai, Kolasib, Mamit und Serchhip aufgeteilt. Seither ist der Gebietsstand unverändert geblieben.

## Bevölkerung
Nach der Volkszählung 2011 hat der Distrikt Champhai 125.745 Einwohner. Bei 39 Einwohnern pro Quadratkilometer ist der Distrikt nur dünn besiedelt. Der Distrikt ist überwiegend ländlich geprägt. Von den 125.745 Bewohnern wohnen 77.216 Personen (61,41 %) in Landgemeinden und 48.529 Menschen in städtischen Gebieten.
Der Distrikt Champhai gehört zu den Gebieten Indiens, die fast gänzlich von Angehörigen der „Stammesbevölkerung“ (scheduled tribes) besiedelt sind. Zu ihnen gehörten (2011) 123.466 Personen (98,19 Prozent der Distriktsbevölkerung). Zu den Dalit (scheduled castes) gehörten 2011 nur 17 Menschen (0,01 Prozent der Distriktsbevölkerung).

### Bevölkerungsentwicklung
Wie überall in Indien wächst die Einwohnerzahl im Distrikt Champhai seit Jahrzehnten stark an. Die Zunahme betrug in den Jahren 2001–2011 fast 17 Prozent (16,65 %). In diesen zehn Jahren nahm die Bevölkerung um beinahe 18000 Menschen zu. Die Entwicklung verdeutlicht folgende Tabelle:

### Bedeutende Orte
Im Distrikt gibt es mit dem Distrikthauptort Champhai und Khawzawl nur zwei Orte mit mehr als 10000 Einwohnern. Statistisch gesehen gelten allerdings die zwei Siedlungen Biate und Khawhai auch als Städte (notified towns).

### Bevölkerung des Distrikts nach Geschlecht
Der Distrikt hatte – für Indien unüblich – ursprünglich mehr weibliche als männliche Einwohner. Zwischen 1971 und 2001 hat sich der Anteil der Männer stark erhöht. Doch sinkt er nun wieder und die Anteile beider Geschlechter liegen bei nahezu 50 %.
| Verteilung der Bevölkerung nach Geschlecht im Distrikt Champhai |                   |                   |                   |                   |                   |                   |                   |                   |                   |                   |
|                                                                 | Volkszählung 1971 | Volkszählung 1971 | Volkszählung 1981 | Volkszählung 1981 | Volkszählung 1991 | Volkszählung 1991 | Volkszählung 2001 | Volkszählung 2001 | Volkszählung 2011 | Volkszählung 2011 |
| Anzahl                                                          | Anteil            | Anzahl            | Anteil            | Anzahl            | Anteil            | Anzahl            | Anteil            | Anzahl            | Anteil            |                   |
| GESAMT                                                          | 49.139            | 100 %             | 63.729            | 100 %             | 83.023            | 100 %             | 107.793           | 100 %             | 125.745           | 100 %             |
| Männer                                                          | 23.925            | 48,69 %           | 31.814            | 49,92 %           | 42.129            | 50,74 %           | 55.445            | 51,44 %           | 63.388            | 50,41 %           |
| Frauen                                                          | 25.214            | 51,31 %           | 31.915            | 50,08 %           | 40.893            | 49,26 %           | 52.348            | 48,56 %           | 62.357            | 49,59 %           |

### Bevölkerung des Distrikts nach Sprachen
Eine deutliche Mehrheit der Bevölkerung des Distrikts Champhai spricht eine tibetobirmanische Sprache. Auf die Hauptsprache Lushai entfallen fast 85 Prozent. Bedeutend ist auch Paite, das von über 13 Prozent der Einwohnerschaft gesprochen wird. Daneben gibt es Sprecher weiterer tibetobirmanischer Sprachen. Nur ein geringer Anteil der Einwohnerschaft – meist aus anderen Regionen zugewanderte Personen – spricht keine tibetobirmanische Sprache. Meistgesprochene dieser Sprachen sind Hindi, Bengali und Nepali. Alle von mehr als 100 Personen gesprochene Sprachen zeigt die folgende Tabelle:
| Jahr                                   | Lushai  | Lushai | Paite  | Paite | Hmar | Hmar | Hindi | Hindi | Bengali | Bengali | Meitei | Meitei | Pawi | Pawi | Nepali | Nepali | Gesamt  | Gesamt   |
| Jahr                                   | Zahl    | %      | Zahl   | %     | Zahl | %    | Zahl  | %     | Zahl    | %       | Zahl   | %      | Zahl | %    | Zahl   | %      | Zahl    | %        |
| -------------------------------------- | ------- | ------ | ------ | ----- | ---- | ---- | ----- | ----- | ------- | ------- | ------ | ------ | ---- | ---- | ------ | ------ | ------- | -------- |
| 2011                                   | 106.559 | 84,74  | 17.475 | 13,90 | 405  | 0,32 | 250   | 0,20  | 220     | 0,17    | 127    | 0,10   | 112  | 0,09 | 111    | 0,09   | 125.745 | 100,00 % |
| Quelle: Ergebnis der Volkszählung 2011 |         |        |        |       |      |      |       |       |         |         |        |        |      |      |        |        |         |          |

### Bevölkerung des Distrikts nach Bekenntnissen
Die Bewohner sind in den letzten 100 Jahren fast gänzlich zum Christentum übergetreten. Die bedeutendsten Gemeinschaften innerhalb des Christentums sind die Presbyterianer (Reformierte), Baptisten und Katholiken. Die Hindus und Muslime bilden kleinere religiöse Minderheiten und sind hauptsächlich Zugewanderte aus anderen Regionen Indiens und aus Bangladesch. Die genaue religiöse Zusammensetzung der Bevölkerung zeigt folgende Tabelle:
| Jahr                                   | Buddhisten | Buddhisten | Christen | Christen | Hindus | Hindus | Jainas | Jainas | Muslime | Muslime | Sikhs | Sikhs | Andere | Andere | keine Angaben | keine Angaben | Gesamt  | Gesamt   |
| Jahr                                   | Zahl       | %          | Zahl     | %        | Zahl   | %      | Zahl   | %      | Zahl    | %       | Zahl  | %     | Zahl   | %      | Zahl          | %             | Zahl    | %        |
| -------------------------------------- | ---------- | ---------- | -------- | -------- | ------ | ------ | ------ | ------ | ------- | ------- | ----- | ----- | ------ | ------ | ------------- | ------------- | ------- | -------- |
| 2011                                   | 151        | 0,12       | 123.446  | 98,17    | 1075   | 0,85   | 45     | 0,04   | 699     | 0,56    | 9     | 0,01  | 194    | 0,15   | 126           | 0,10          | 125.745 | 100,00 % |
| Quelle: Ergebnis der Volkszählung 2011 |            |            |          |          |        |        |        |        |         |         |       |       |        |        |               |               |         |          |

## Bildung
Dank bedeutender Anstrengungen ist das Ziel der vollständigen Alphabetisierung fast erreicht. Erstaunlich für indische Verhältnisse sind die geringen Unterschiede zwischen den Geschlechtern und der Stadt-/Landbevölkerung. Die Alphabetisierung liegt weit über dem indischen Schnitt.
| Alphabetisierung im Distrikt Champhai  |                   |                   |
| Einheit                                | Volkszählung 2011 | Volkszählung 2011 |
| Einheit                                | Anzahl            | Anteil            |
| GESAMT                                 | 100.802           | 95,91 %           |
| Männer                                 | 51.440            | 97,21 %           |
| Frauen                                 | 49.362            | 94,59 %           |
| STADT GESAMT                           | 39.780            | 96,69 %           |
| Stadt-Männer                           | 20.060            | 97,67 %           |
| Stadt-Frauen                           | 19.720            | 95,72 %           |
| LAND GESAMT                            | 61.022            | 95,41 %           |
| Land-Männer                            | 31.380            | 96,93 %           |
| Land-Frauen                            | 29.642            | 93,85 %           |
| Quelle: Ergebnis der Volkszählung 2011 |                   |                   |

## Verwaltung
Der Distrikt war bei der letzten Volkszählung 2011 in fünf Sub-Divisions (C.D. Blocks) aufgeteilt.:
| Bevölkerung in den Sub-Divisions |          |          |                      |                      |          |          |          |          |        |         |
|                                  | Champhai | Champhai | East Lungdar (teils) | East Lungdar (teils) | Khawbung | Khawbung | Khawzawl | Khawzawl | Ngopa  | Ngopa   |
| Anzahl                           | Anteil   | Anzahl   | Anteil               | Anzahl               | Anteil   | Anzahl   | Anteil   | Anzahl   | Anteil |         |
| GESAMT                           | 43.040   | 100 %    | 5907                 | 100 %                | 22.137   | 100 %    | 35.931   | 100 %    | 18.730 | 100 %   |
| Männer                           | 21.515   | 49,99 %  | 2943                 | 49,82 %              | 11.195   | 50,57 %  | 18.192   | 50,63 %  | 9.543  | 50,95 % |
| Frauen                           | 21.525   | 50,01 %  | 2964                 | 50,18 %              | 10.942   | 49,43 %  | 17.739   | 49,37 %  | 9.187  | 49,05 % |
| Stadt                            | 32.734   | 76,05 %  | 2277                 | 38,55 %              | 0        | 0 %      | 13.518   | 37,62 %  | 0      | 00 %    |
| Land                             | 10.306   | 23,95 %  | 3630                 | 61,45 %              | 22.137   | 100 %    | 22.413   | 62,38 %  | 18.730 | 100 %   |